# Catharsius davidi
Catharsius davidi är en skalbaggsart som beskrevs av Deyrolle 1878. Catharsius davidi ingår i släktet Catharsius och familjen bladhorningar. Inga underarter finns listade.